# Абісанда
Абісанда (ісп. Abizanda) — муніципалітет в Іспанії, у складі автономної спільноти Арагон, у провінції Уеска. Населення — 126 осіб (2009).
Муніципалітет розташований на відстані близько 380 км на північний схід від Мадрида, 50 км на схід від Уески.
На території муніципалітету розташовані такі населені пункти: (дані про населення за 2009 рік)
- Абісанда: 77 осіб
- Есканілья: 23 особи
- Ламата: 27 осіб
- Лігуерре-де-Сінка: 5 осіб
- Месон-де-Лігуерре: 0 осіб

## Демографія
Динаміка населення (INE ):